# Xestoblatta iani
Xestoblatta iani är en kackerlacksart som beskrevs av Rocha e Silva 1964. Xestoblatta iani ingår i släktet Xestoblatta och familjen småkackerlackor. Inga underarter finns listade i Catalogue of Life.